# Каматагуа
Каматагуа (исп. Camatagua) — город на севере Венесуэлы, на территории штата Арагуа. Является административным центром муниципалитета Каматагуа.

## История
Поселение, из которого позднее вырос город, было основано в 1693 году монахом-капуцином Амбросио де Босой и первоначально называлось Пурисима-Консепсьон-де-Каматагуа. Вскоре после смерти основателя посёлок обезлюдел и вновь был заселён лишь в начале 1716 года.

## Географическое положение
Каматагуа расположен на юго-востоке центральной части штата, на левом берегу реки Гуарико, к востоку от водохранилища Каматагуа, на расстоянии приблизительно 86 километров к юго-востоку от города Маракай, административного центра штата. Абсолютная высота — 252 метра над уровнем моря.

## Климат
Климат города характеризуется как тропический, с сухой зимой и дождливым летом (Aw в классификации климатов Кёппена). Среднегодовое количество атмосферных осадков — 1124 мм. Наибольшее количество осадков выпадает в июне (215 мм). Средняя годовая температура составляет 25,4 °C.

## Население
По данным Национального института статистики Венесуэлы, численность населения города в 2013 году составляла 14 819 человек.

## Транспорт
К востоку от города проходит национальная автомагистраль № 11 (исп. Troncal 11).